# 8205 Van Dijck
8205 Van Dijck eller 1994 PE10 är en asteroid i huvudbältet som upptäcktes den 10 augusti 1994 av den belgiske astronomen Eric W. Elst vid La Silla-observatoriet. Den är uppkallad efter den flamländske målaren Anthonis van Dyck.
Den tillhör asteroidgruppen Themis.